# Stipa hoggarensis
Stipa hoggarensis är en gräsart som beskrevs av Jindřich Chrtek och Jan Otakar Martinovský. Stipa hoggarensis ingår i släktet fjädergrässläktet, och familjen gräs. Inga underarter finns listade i Catalogue of Life.